# 檸檬辣椒
檸檬辣椒（西班牙語：Ají Limón），是一種秘魯受歡迎的柑橘檸檬味辣椒。辣椒種的成員之一，有些皺紋，長寬分別約60、12毫米。從美味到品嚐的反應，通常被描述為甜、溫和以及柑橘檸檬味。

## 概述
檸檬辣椒是辣椒種品種的典型代表，在第一年可達到1.5至2米的高度。其植物為直立生長、葉子深綠色，比較窄；花瓣是白綠色，底部為黃綠色斑點。檸檬辣椒是一個高產量植物，一年內可生產超過100個，而從受精至成熟之間約為80天。